# Mourountaou
Mourountaou (ouzbek : Muruntov/Мурунтов, russe : Мурунтау) est une localité de type urbain en Ouzbékistan qui dépend administrativement de la ville de Zeravchan. Elle se trouve dans le district de Navoï à 30 km à l'ouest de Zeravchan à laquelle elle est reliée par autobus.
La localité est apparue du temps de l'URSS dans les années 1959, lorsqu'il a été décidé d'exploiter des mines aurifères à ciel ouvert. C'est l'une des plus importantes du continent eurasiatique et la plus importante d'Ouzbékistan. Mourountaou reçoit le statut de localité de type urbain en 1976.

## Population
- 1979 : 6 559 habitants
- 1989 : 9 193 habitants
- 2002 (appréciation): 4 320 habitants[1]